# Доротеа (коммуна)

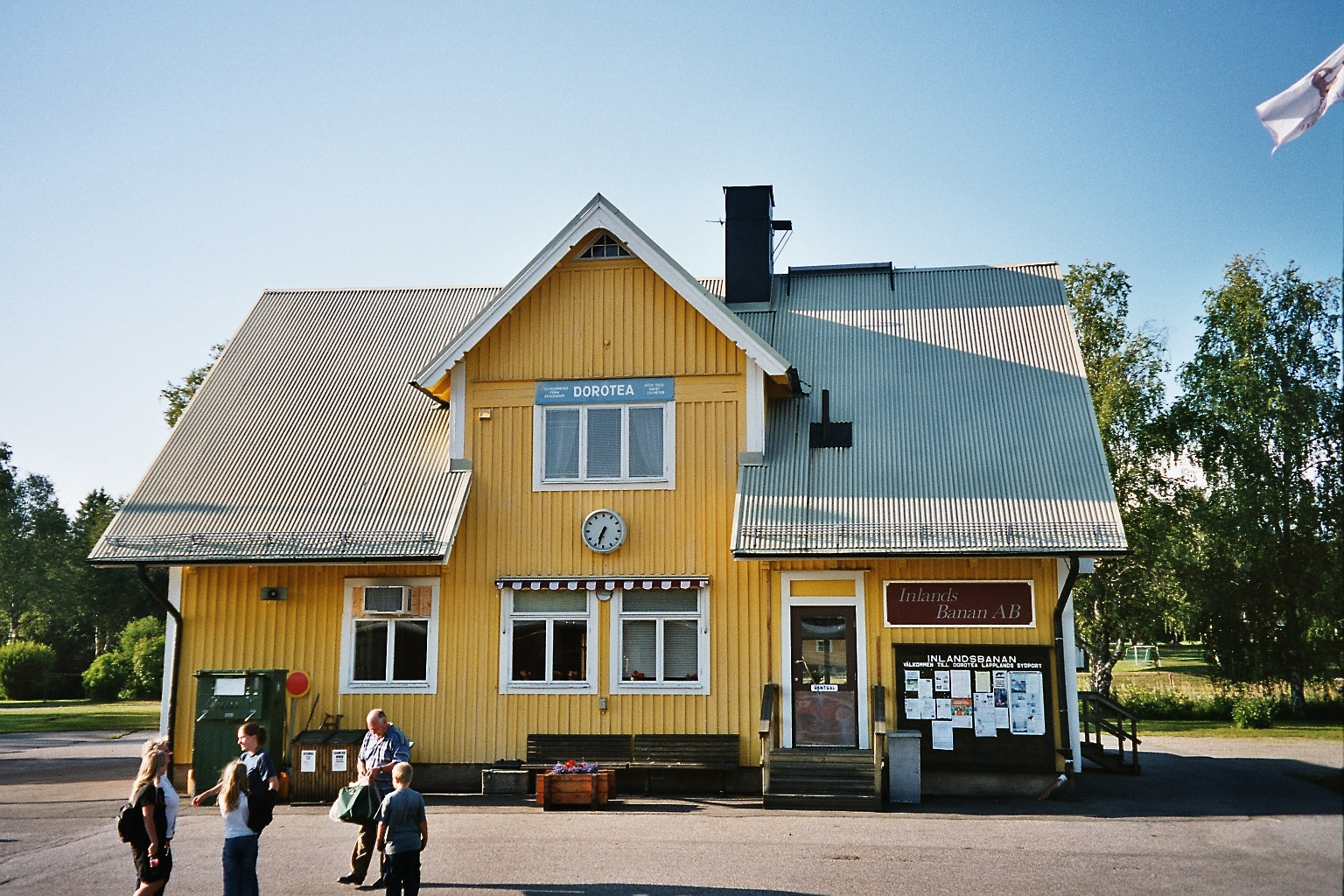
Железнодорожная станция

Дороте́а (швед. Dorotea kommun) — коммуна на севере Швеции, в лене Вестерботтен. Административный центр — город Доротеа. Площадь — 2962 км²; население по данным на 2012 год — 2857 человек. Плотность населения составляет 1 чел/км².
В 1974 году Доротеа была объединена с коммуной Оселе, однако уже в 1980 году снова отделена от неё. В коммуне размещается один из крупнейших в Скандинавии производителей фургонов-автодомов — компания Polarvagnen, после объединения с другой компанией известна как SoliferPolar. Предприятия других компаний включают: Dorocell, Svenska Tält и S-Karosser.
В 2010 году после перерыва заработала лесопилка.

## Динамика численности населения
- 1970 г. — 4 099 чел.
- 1980 г. — 3 972 чел.
- 1990 г. — 3 752 чел.
- 2000 г. — 3 353 чел.
- 2008 г. — 2 914 чел.